# Gortin
Gortin is een klein dorp in het midden van Noord-Ierland, in de graafschap Tyrone. Het dorp ligt ongeveer 16 km boven Omagh aan de Owenkillewrivier. Tijdens de laatste volkstelling in 2001 woonden er 360 mensen in het dorp.

## Geboren in Gortin

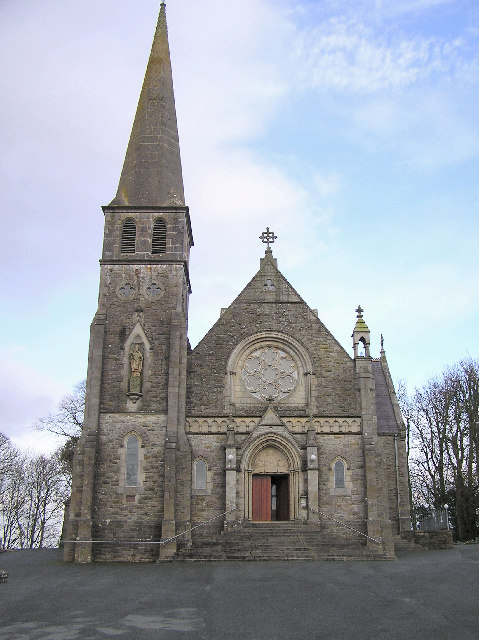
De plaatselijke Rooms-Katholieke kerk.

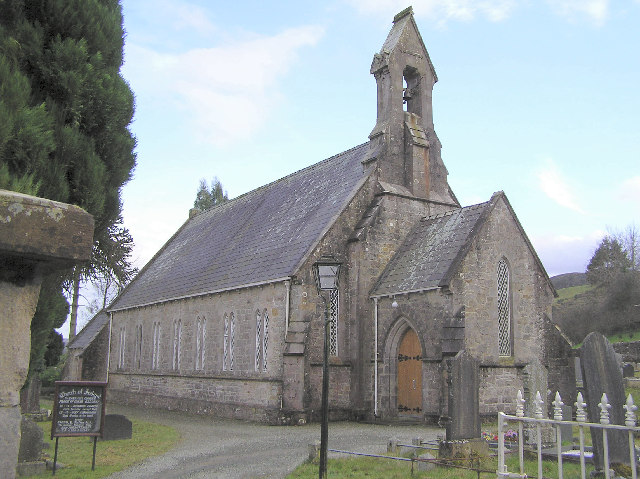
De St. Patrickskerk in Gortin.

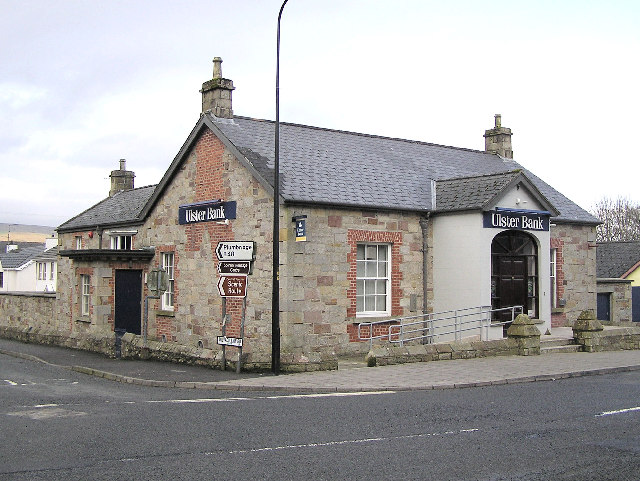
De plaatselijke Ulster Bank in Gortin.

- Janet Devlin, Singer-songwriter